# Abel de Gullane
Abel de Gullane est un prélat écossais mort le 1er décembre 1254. Il est nommé évêque de St Andrews en 1254, après l'annulation de l'élection de Robert de Stuteville, mais il meurt à peine quelques mois plus tard.